# Svartgölen (Kila socken, Södermanland, 651763-152875)
Svartgölen är en sjö i Nyköpings kommun i Södermanland och ingår i Kilaåns huvudavrinningsområde. Sjöns area är 0,006 kvadratkilometer och den befinner sig 79 meter över havet.